# Karthali
Karthali (nep. कर्थली) – gaun wikas samiti w środkowej części Nepalu  w strefie Bagmati w dystrykcie Sindhupalchowk. Według nepalskiego spisu powszechnego z 2001 roku liczył on 755 gospodarstw domowych i 3690 mieszkańców (1840 kobiet i 1850 mężczyzn).